# Molobratia takasagensis
Molobratia takasagensis är en tvåvingeart som först beskrevs av Matsumura 1916.  Molobratia takasagensis ingår i släktet Molobratia och familjen rovflugor. Inga underarter finns listade i Catalogue of Life.